# Département de Didiévi
Le département de Didiévi est un département de Côte d'Ivoire, portant le nom de son chef-lieu, la ville de Didiévi. 